# Wapen van Burum

Wapen van Burum

Het wapen van Burum is het dorpswapen van het Nederlandse dorp Burum, in de Friese gemeente Noardeast-Fryslân. Het wapen werd in 1976 geregistreerd.

## Beschrijving
De blazoenering van het wapen luidt als volgt:
In rood een gouden weegschaal, met in de schildvoet een van boven afgeplatte zilveren keisteen, beladen met een verkort zwart kruis; de kei gesteund door drie kleine zilveren keien.
De heraldische kleuren zijn: keel (rood), goud (goud), zilver (zilver) en sabel (zwart).

## Symboliek
- Weegschaal: symbool voor de rechtspraak die in handen was van het klooster Jeruzalem, ook wel Gerkesklooster.[2] De kerk van Burum werd in 1408 overgedragen aan het klooster. Het klooster stelde ook de dorpsrechters aan.[3]
- Steen: de dorpsrechter zat op een steen wanneer er recht gesproken werd. Het kruis op de steen is eveneens een verwijzing naar de jurisdictie van het Gerkesklooster.[2]

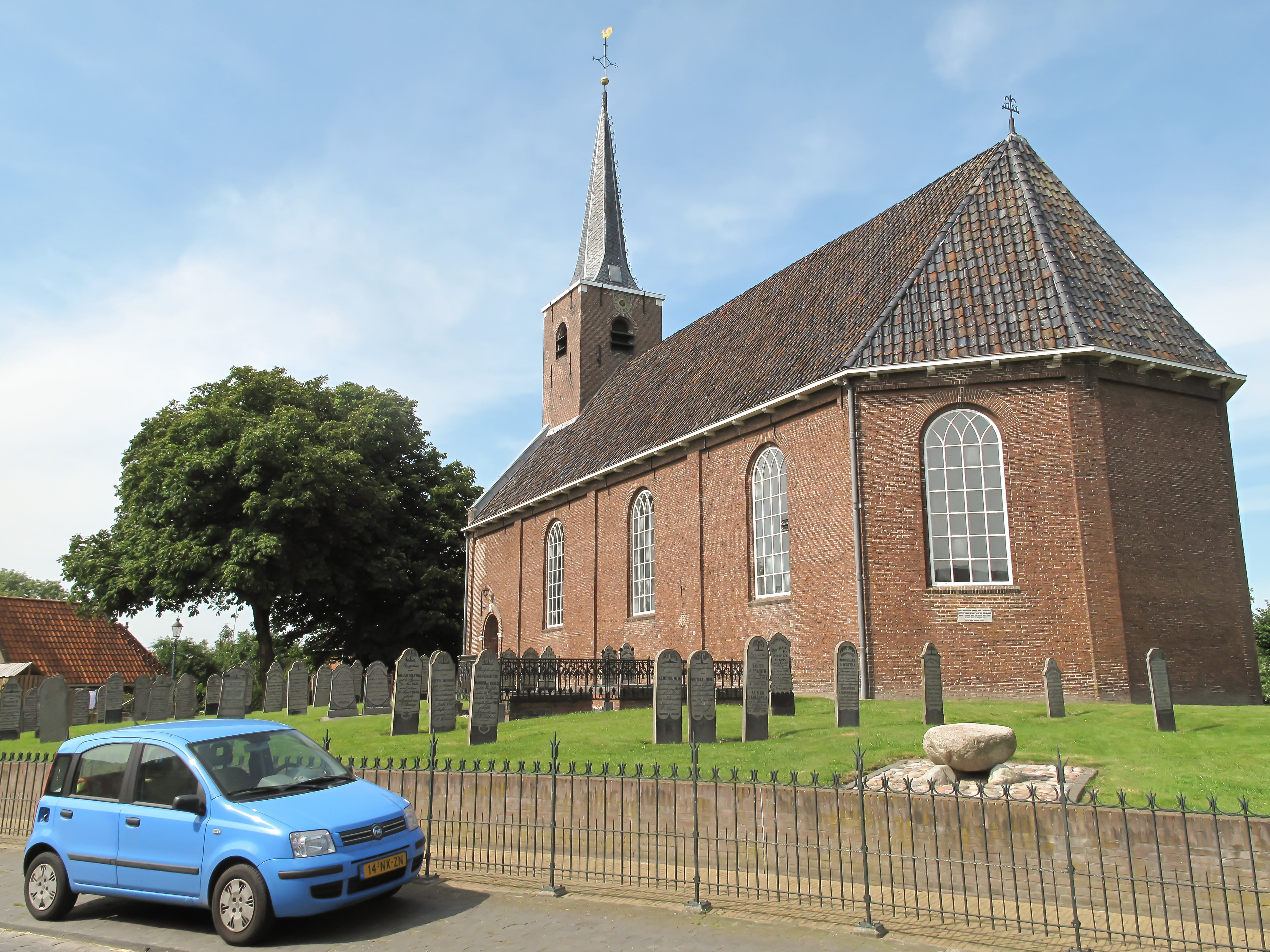
De kerk van Burum met de steen waar de dorpsrechter op gezeten was.

## Zie ook

Vlag van Burum